# 京城・昭和六十二年 碑銘を求めて
『京城・昭和六十二年 碑銘を求めて』（けいじょう しょうわろくじゅうにねん ひめいをもとめて、朝鮮語: 碑銘을 찾아서 : 京城, 쇼우와 62년）とは、文学と知性社より1987年（昭和62年）に刊行された韓国の歴史改変SFである。著者は卜鉅一。この小説は、1909年（明治42年）10月26日、朝鮮統監であった伊藤博文がハルビン駅（満州国）において安重根に襲撃されたものの、殺害されずに生き残った架空の歴史の中、1980年代の大日本帝国を舞台にしている。

## あらすじ
西暦1987年（昭和62年）。朝鮮人の木下英世は、野口グループ傘下の半島軽金属株式会社という会社の課長であり、無名の詩人でもある。しかし内地人が英世を出し抜いて部長に昇進したため出世コースから脱落し、内地人のために朝鮮人が内地人に比べて差別を受けることを不当に思うようになる。
英世は安重根の伊藤博文射殺により日本が第二次世界大戦に負けたとする歴史改変SF『東京、昭和61年の冬』（著者：高野達吉）を読んで日本への反感を思い出し、日本が指定した禁書である『独思随筆』（著者：佐藤壽一）を読んで日本の主張した公式的な歴史に疑問を抱くようになる。清州の叔父を訪問している時に偶然竹山朴氏の系譜を読み、それを見た叔父から朝鮮の言語と歴史について聞かされた英世は、朝鮮人はスサノオノミコトの子孫であり、数千年前に神功皇后が朝鮮半島を征服したという日本の歴史は嘘だったことを知る。帰り道に『朝鮮古歌撰』（著者：藤原孝第）を古書店で買った英世は、崔致遠とションジサンの韻文を読み、朝鮮の歴史や言語についてさらに詳しく調べ始める。京城帝国大学(城大)図書館では韓仏辞典を借り1971年（昭和46年）版のブリタニカ百科事典で朝鮮について詳しく調べ始めた。
元山に住んでいた義母が死亡し、葬式のため安辺郡に行き、その途中で高山群を見て小共という僧侶に会い、朝鮮語をいまだに覚えていた小共は英世に韓龍雲の「様の沈黙」を朝鮮語で朗読する。小共は間もなく死ぬが、英世は韓龍雲の衣鉢をいつか他の誰かに伝えなければならないという使命感を持つようになる。
会社で内地への出張を命じられた英世は京都帝国大学図書館で三国遺事、三国史記などの朝鮮の昔の歴史の本を見つけ、コピーして朝鮮に帰って来るが、その間、日本で起きた政変以降強化されたセキュリティチェックのために金浦空港から入国途中、発覚して警察に逮捕された。拷問と尋問を交互に受けていた彼は、「全鮮思想報国連盟」の白山に教育を受け連盟に参加することになる。彼から転向した香山光郎先生の話を聞いた英世は、混乱を感じるようになる。しかしながら英世は釈放後、朝鮮独立の必然の理由を悟って、いつかくる独立のその日のために、次の人が来るまで待つことに決心した。
しかし、彼は、妻が自分の釈放のために靑木少佐に身を許したことを知る。英世は妻の誕生日に彼が家に招待した靑木が酒に酔って英世の中学生の娘惠子にセクハラするのを見て、最終的に彼を釣り糸で締めつけ、殺害した。結局、英世は家を出て、その名前のみが維持される上海の大韓民国臨時政府へと去る。

## 登場人物
- 木下英世（パク・ヨンセ、朴英世）：38歳。1948年（昭和23年）10月18日生まれ。京城帝国大学商学部出身で満州から少佐で除隊した後、野口グループ傘下の半島軽金属株式会社の課長として働いている。故郷は清州である。妻の節子とは見合い結婚であり、このため小説内では節子より部下の時枝に思いを寄せる。
- 木下節子：英世の妻で、元山の名家出身。結婚前は李姓である。
- 木下惠子：英世と節子の一人娘で、中学3年生である。
- 木下平太郞（パク・ウォンシン、朴元信）：英世の伯父であり、清州に住んでいる。清州にきた英世に朝鮮の言語と歴史について聞かせた。
- 島津時枝：半島軽金属の従業員。英世の直属部下で、島津義弘の直系の子孫である華族である。英世を思いつつエリック・アンダーソンと結婚する。
- エリック・アンダーソン ：スウェーデン系アメリカ人。半島軽金属との合弁企業「ユサラム」の従業員。時枝との結婚以後、ヨーロッパに赴任する。
- 山下曾太郞：半島軽金属課長で、英世の出世競争の相手である。大阪帝国大学出身で入社も遅れたが、内地人という利点と軍部の要職の母方の叔父のおかげで英世の代わりに部長に昇格する。
- 靑木龍三郞：少佐。憲兵隊所属の議員少佐。節子の後輩である靑木李枝の夫で、節子を性的に翻弄した上惠子にセクハラをし、怒った英世に殺される。
- 小共：釋王寺の僧侶。韓龍雲の衣鉢の第二継承者であり、漢詩ができる。英世に「様の沈黙」を朝鮮語で朗読した後に韓龍雲の衣鉢を伝授する。
- 白山正臣：朝鮮評論家協会幹事で全鮮思想報国連盟会員で、英世の「更生教育」教官である。本来評論家を嘱望されたが、日本で開かれた学会で香山光郎の小説の原稿を発見して初めて朝鮮の存在を知った後、独立運動をしようとしたが、拷問を受けて転向する。

### 言及された人物
- 佐藤壽一：東京帝国大学教授であり、『独思随筆』の著者。1987年（昭和62年）のクーデターで逮捕される。
- 東鄕信夫：海軍出身の朝鮮総督。
- 阿部治憲：小説の開始時点の日本の首相。中華人民共和国との戦争の失敗と民主化運動鎮圧失敗の責任を問われ、辞任する。
- 佐藤圭介：阿部治憲首相の後任に入った空軍予備役大将出身首相。空軍が主導した内閣は、最終的に陸軍のクーデターに崩れる。以後軟禁されたものと思われる。
- 荒木正休：中将。佐藤圭介内閣を覆したクーデターの主役である陸軍中将で、クーデター当時の職は近衛師団長。最初は一橋廣元大将を旗頭にし、その後自らが出て内閣総理大臣に就任する。
- 一橋廣元：大将。陸軍参謀次長として荒木昌保のクーデターを黙認する見返りに護国軍事委員会委員長となるが荒木昌保によって”除去”される。

### 記載されている実在の人物
- 伊藤博文：安重根の暗殺未遂の後、16年間生存し、自伝的著書『北政』を著している。暗殺未遂の後大陸進出の前に朝鮮の統治を強化しなければならないと判断し、初代朝鮮総督として「朝鮮の内地化政策」を推進する。1925年（大正14年）で死亡（83歳没）。
- 山本五十六：回顧録『海風』を著している[2][3]。
- 東条英機：1941年（昭和16年）にクーデターを起こし執権政治を行った後、1950年代から1960年代の「昭和維新」で18年間の軍部統治を行う。1971年（昭和46年）で死亡（86歳没）。
- ウェンデル・ウィルキー：1940年（昭和15年）に米国の大統領に就任。
- ジョン・フィッツジェラルド・ケネディ：ベトナム戦争が起こらなかったため、1963年（昭和38年）11月22日にテキサス州ダラスで暗殺されなかった。1970年（昭和45年）5月12日に米国の大統領として、日本の議会で演説する。
- 三島由紀夫：1986年（昭和61年）度ノーベル文学賞を受賞する[4][5]。
- 香山光郎：朝鮮の大文豪。『土』、『端宗哀史』、『麻衣太子』などを、17世紀、モンゴルの仮想の王朝である航海時代連作に作り直す[6]。
- 岡本実：史実における朴正煕。朝鮮人出身では唯一陸軍大将職位に上がって、大将進級直後退役する[7]。
- ヴィクトル・グリシン：小説後半時点のソ連書記長。史実ではゴルバチョフと書記長の地位を争った、ブレジネフ派の人物。

## 作品世界の背景

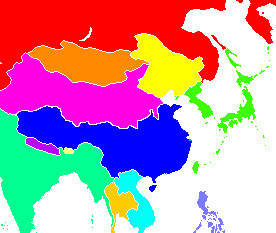
『京城・昭和六十二年 碑銘を求めて』のアジア
ソビエト連邦（首都：モスクワ）
モンゴル人民共和国（ソビエト連邦の傀儡国家）（首都：ウランバートル）
満州国（大日本帝国の傀儡国家）（首都：長春新京）
大日本帝国（首都：東京）
中華人民共和国（ソビエト連邦の傀儡国家）（首都：北京）
中華民国（首都：南京）
上海自由市
フィリピン（アメリカの傀儡国家）（首都：マニラ）
フランス領インドシナ（首都：ハノイ）
タイ（首都：バンコク）
イギリス領インド（首都：ニューデリー）
ネパール（首都：カトマンズ）
ブータン（首都：ティンプー）

時代設定は本作が執筆されたのと同時期の1987年（昭和62年）である。小説は、安重根が伊藤博文の暗殺に失敗し、そのため伊藤博文がその後も16年間生存したという歴史を前提としている。伊藤博文は日本政界において穏健派の求心点であり、軍国主義勢力を抑制するために大きな役割を果たした。彼が生き残ったことは大正時代の日本の政局と北東アジアの情勢、世界の歴史の展開に重大な影響を及ぼしている。

### 作中の歴史
1910年（明治43年）に韓国を併合した日本は、朝鮮の統治を強化して、1920年代初頭までに朝鮮を大陸進出の前進基地とした。1920年代後半から1930年代初頭までは内閣と軍部の間の協力の下、国際世論を懐柔しつつ徐々に満州を日本の勢力圏に取り込んだ。1940年代の初めには、アメリカから「満州国の問題」の了解を得ることに成功し、北東アジアにおける指導者の地位を確立した。第二次世界大戦では、米国及び英国との間に友好的な中立を守って大きな繁栄を享受した。

### 朝鮮
朝鮮は朝鮮総督府によって統治されている。朝鮮総督には現役または予備役の陸軍、海軍、空軍大将だけがなることができ、内地では総理大臣になるための政治的能力のリトマス紙と見られている。総督官邸はその立地から「慈信台」と呼ばれる。伊藤博文初代朝鮮総督によって推進された「朝鮮の内地化政策」は、歴代の総督によって受け継がれ、朝鮮は日本に完全に同化された。朝鮮総督府によって強力に推進された「国語常用運動」によって朝鮮語は、1940年代末までに、朝鮮半島から完全に消滅した。「正史編纂事業」と「非国語書籍廃棄政策」によって朝鮮の歴史も抹殺された。1980年代の朝鮮人たちはほとんど忠実な皇国臣民になり、隠然とした抑圧と侮蔑にもかかわらず、朝鮮が日本の植民地という事実さえ知らない。歴史の本でも神功皇后の朝鮮征伐の後に、朝鮮の言及はなく、朝鮮人の起源はスサノオノミコトと教育されている。朝鮮史の史料はすべて京都帝国大学に移され、日本に祖先をもたないとする系図の製作と所有は出版事業法と治安維持法に抵触する。
朝鮮の人口は約5000万人であり、貧富の格差は非常に大きい。朝鮮総督府は内地の公害産業を朝鮮に誘致し、また「朝鮮環境保全工事」を介して平安北道や、蓋馬高原などを切り開き、「新生活運動」による農村再開発を推進し、加えて 東洋拓殖が浅水湾の干拓事業を主導している。朝鮮最大の都市京城は人口約300万人、面積は東京の1/4であり、1992年（平成4年）の夏季オリンピックが京城で開かれる予定とされている。扶餘には神宮が、京城には護国神社が建立されている。1956年（昭和31年）の帝国議員法改正以後、朝鮮では15人の帝国貴族院勅選議員と、各道府県郡協議会で3人ずつ選出される45人の衆議院議員が選出されている。
上海に位置する大韓民国臨時政府は、史実と同じく1917年（大正6年）（第一次世界大戦時）の高宗崩御とそれに続く「丁巳年万歳運動」により設立されている。しかしこの世界では、1940年代に日本と米国が満州で妥協して以降没落し、テロ行為を行うことのみによってしかその名を広めることができなくなっている。さらに、1973年（昭和48年）に上海の中山国際空港で日本帝国航空社の旅客機を空中で乗員もろとも爆破したことにより、首脳部が逮捕され、現在では中国生まれの朝鮮人を主体とした組織になっている。
| 現実                                                                     | 京城・昭和六十二年 碑銘を求めて                |
| 北朝鮮                                                                   | 北朝鮮                                         |
| ------------------------------------------------------------------------ | ---------------------------------------------- |
| 安辺（Anbyon）                                                           | 安辺（Anbe）                                   |
| 長津（Changjin）                                                         | 長津（Nagatsu）                                |
| 定州（Chongju）                                                          | 定州（Joshu）                                  |
| 楸哥嶺（Chugaryong）                                                     | 楸哥嶺（Shukarei）                             |
| 海州（Haeju）                                                            | 海州（Kaishu）                                 |
| 咸興（Hamhung）                                                          | 興南（Kyonan）                                 |
| 咸鏡南道（Hamgyongnam Province）                                         | 咸鏡南道（Kankyonan Province）                 |
| 虚川（Hochon）                                                           | 虚川（Kyosen）                                 |
| 蓋馬高原（Kaema Plateau）                                                | 蓋馬高原（Kaima Plateau）                      |
| 吉州（Kilju）                                                            | 吉州（Kitsushu）                               |
| 高原（Kowon）                                                            | 高原（Kouken）                                 |
| 金野（Kumya）                                                            | 永興（Eiko）                                   |
| 金剛山（Mount Kumgang）                                                  | 金剛山（Mount Kongo）                          |
| 白頭山（Mount Paektu）                                                   | 白頭山（Mount Hakuto）                         |
| 南陽（Namyang）                                                          | 南陽（Nanyo）                                  |
| 平安北道（Pyonganbuk Province）                                          | 平安北道（Heianhoku Province）                 |
| 平壌（Pyongyang）（北朝鮮の首都）                                        | 平壌（Heijo）                                  |
| 狼林山脈（Rangrim Mountains）                                            | 狼林山脈（Rorin Mountains）                    |
| 三防峡（Sambang-yong）                                                   | 三防峡（Sanbo-kyo）                            |
| 新義州（Sinuiju）                                                        | 新義州（Shingishu）                            |
| 釈王寺（Sogwangsa）                                                      | 釈王寺（Shakuohji）                            |
| 元山（Wonsan）                                                           | 元山（Gensan）                                 |
| 韓国                                                                     |                                                |
| 安東（Andong）                                                           | 安東（Anto）                                   |
| 釜山（Busan）                                                            | 釜山（Fuzan）                                  |
| 扶餘（Buyeo）                                                            | 扶餘（Fuyo）                                   |
| 清州（Cheongju）                                                         | 清州（Seishu）                                 |
| 浅水湾（Cheonsuman）                                                     | 浅水湾（Sensuiwan）                            |
| 忠清北道（Chungcheongbuk Province）                                      | 忠清北道（Chuseihoku Province）                |
| 忠清南道（Chungcheongnam Province）                                      | 忠清南道（Chuseinan Province）                 |
| 忠州（Chungju）                                                          | 忠州（Chushu）                                 |
| 忠武路（Chungmuro）                                                      | 本町（Hon-machi）                              |
| 桃花洞（Dohwa-dong）                                                     | 桃花町（Toka-cho）                             |
| 東豆川（Dongducheon）                                                    | 東豆川（Tozusen）                              |
| 金浦国際空港（Gimpo International Airport）                              | 金浦空港（Kaneura Airport）                    |
| 広興倉（Gwangheung-chang）                                               | 大倉町（Okura-cho）                            |
| 京釜線（Gyeongbu Line）                                                  | 京釜線（Keifu Line）                           |
| 京元線（Gyeongwon Line）                                                 | 京元線（Keigen Line）                          |
| 漢江（Han River）                                                        | 漢川（Kan River）                              |
| 漢南洞（Hannam-dong）                                                    | 漢南町（Kannan-cho）                           |
| 興仁之門（Heunginjimun）                                                 | 東大門（Todaimon）                             |
| 洪城（Hongseong）                                                        | 洪城（Kojo）                                   |
| 全羅道（Jeolla Province）                                                | 全羅道（Zenra Province）                       |
| 全州（Jeonju）                                                           | 全州（Zenshu）                                 |
| 鎮海（Jinhae）                                                           | 鎮海（Chinkai）                                |
| 鳥致院（Jochiwon）                                                       | 鳥致院（Chochiin）                             |
| 中林洞（Jungnim-dong）                                                   | 萬里町（Manri-cho）                            |
| 麻浦区（Mapo District）                                                  | 麻浦区（Asaura District）                      |
| 馬山（Masan）                                                            | 馬山（Umayama）                                |
| 木浦（Mokpo）                                                            | 木浦（Kiura）                                  |
| 鳳凰山（Mount Bonghwang）                                                | 鳳凰山（Mount Hōō）                            |
| 北岳山（Mount Bugak）                                                    | 京北山（Mount Keihoku）                        |
| 逍遥山（Mount Soyo）                                                     | 逍遥山（Mount Shoyo）                          |
| 明洞（Myeong-dong）                                                      | 明治町（Meiji-cho）                            |
| 南山（Namsan）                                                           | 京南山（Mount Keinan）                         |
| 舍堂洞（Sadang-dong）                                                    | 銅雀町（Dozaku-cho）                           |
| 三清洞（Samcheong-dong）                                                 | 三清町（Migiyo-cho）                           |
| ソウル（Seoul）（韓国の首都）                                            | 京城（Keijo）                                  |
| ソウル駅（Seoul Station）                                                | 京城駅（Keijo Station）                        |
| 崇礼門（Sungnyemun）                                                     | 南大門（Nandaimon）                            |
| 水原（Suwon）                                                            | 水原（Suiken）                                 |
| 苑南洞（Wonnam-dong）                                                    | 苑南町（Ennan-cho）                            |
| 楊花大橋（Yanghwa Bridge）                                               | 第2漢川橋（Second Kan River Bridge）           |
| 永登浦区（Yeongdeungpo District）                                        | 永登浦区（Nagatoura District）                 |
| 龍山区（Yongsan District）                                               | 龍山区（Tatsuyama District）                   |
| 三・一運動（年月日：1919年（大正8年）3月1日）                            | 丁巳年万歳運動（年月日：1917年（大正6年）6月） |
| 大韓ニュース（1953年 - 1994年）（韓国のニュース映画）                    | 帝国ニュース上映（大日本帝国のニュース映画）   |
| 5・16軍事クーデター（年月日：1961年（昭和36年）5月16日）                 | 8・15事件（年月日：1973年（昭和48年）8月15日） |
| 十月維新（年月日：1972年（昭和47年）10月17日から12月27日）               | 昭和維新（年月日：1950年代から1960年代）       |
| 粛軍クーデター（年月日：1979年（昭和54年）12月12日）                     | 7・31決起（年月日：1987年（昭和62年）7月31日） |
| 1988年ソウルオリンピック（年月日：1988年（昭和63年）9月17日から10月2日） | 1992年京城オリンピック                         |

### 日本(内地)
大日本帝国はすべての面で、米国、ソ連に次ぐ世界第3位の大国としての地位を享受している。日本の領域は満州事変直後のそれに近く、樺太と千島列島を含む日本本土と外地である朝鮮、台湾を統治している上に租借地の遼東半島の関東州、山東半島の膠州湾を持ち、また国際連盟によって南洋群島を委任統治している。満州国は日本の傀儡国であり、日本によって国際社会で承認されている。日本は内地の高級人材と資本、朝鮮の労働力、満州国の資源を組み合わせる事で強力な経済圏を形成しており、その経済規模はソ連を凌駕している。
日本国内では、1910年代から1950年代初頭まで続いた穏健派政権の後に国家権力を掌握した東条英機が1950年代から1960年代の18年間に昭和維新体制を確立し、以後は陸軍、海軍、空軍大将が首相を務める管理社会が維持されている。国家保安上の必要性から国家保衛法、治安維持法、防共法などを通じて国民の自由は制限されている。また同上の理由から皇国臣民証と臣民番号が全国民に発行されている。映画館では、愛国心高揚の観点から国歌の演奏と帝国ニュース上映が行われている。首相直属の国家安全保障省と皇軍特務司令部は、その強大な権力のため社会各界に影響力がある。未だに戦時体制が維持されており、年間120時間の予備軍訓練と、月ごとの防空訓練が行われている。加えて国民精神総力連盟や新生活運動本部、国民義勇隊、青年特別遠征隊、愛国町内会といった翼賛組織や、徴集制による安価な慰安婦としての挺身隊が運営されている。
国産の弾道ミサイルや核兵器といった独自の有力な戦略核戦力を有し、また総兵力240万人を数える日本軍は陸軍、海軍、空軍の三軍から成り、空軍は海軍航空隊を中心に発達して1947年（昭和22年）に海軍から分離された。1951年（昭和26年）4月に「軍部大臣現役武官制」復活が行われたため、これを利用した軍部による倒閣が横行している。また軍部の政治的影響力は大きく、1973年（昭和48年）には「8・15事件」、1987年（昭和62年）には「7・31決起」が発生している他、海・空軍首脳部への贈賄や退役軍人に対する積極的な叙位、天下りの斡旋といった腐敗の例は後を絶たない。こうした状況を支えるかの様に、陸軍士官学校や海軍兵学校では独自に政治教育を行っており、政治的野心を持つ若者の多くがここで学んでいる。
1932年（昭和7年）の満州事変、1933年（昭和8年）の満州国樹立後も、日本は中国との紛争を経験している。62個師団120万人の兵力を保有している関東軍は満州一帯で中華人民共和国、モンゴル人民共和国、ソビエト連邦と対峙しているが、中華人民共和国の遊撃戦に苦戦している。日本は、1938年（昭和13年）に中華民国と交戦し、1939年（昭和14年）にソ蒙との間にノモンハンの戦いを経験した後も、1960年代にはソ連との間に「黑河事件」と「気乾事件」を、1985年（昭和60年）からは中華人民共和国との間に「察哈爾省紛争」を引き起こした。

### 満州国
初代皇帝康徳帝の崩御後は第2代皇帝後康熙帝が王朝を継承しており、日本、ドイツ、バチカン教皇庁、イタリア、米国など53カ国から承認された。しかし、国内的には「中国解放統一戦線」などの地下組織が伸長し、また彼らの手による警察署並びに日本領事館に対するテロ攻撃が発生している上、新京大学の学生を中心として、左翼系の中国への統一運動が起きている。

### 世界の情勢
米国とソ連を中心とする冷戦体制と、日本、イギリス、フランス、オランダ、ベルギー、スペイン、ポルトガル、デンマークとノルウェーの植民地帝国が未だに健在である。国際連盟が維持されており、日本は1940年（昭和15年）に米国と共に再加入し、後にソ連も再加入した。常任理事国は、アメリカ、ソ連、イギリス、フランス、日本の五カ国である。
日米関係は常に良好であり、東条英機が米国議会で、ジョンF.ケネディが日本の議会で演説した事すらある。米国は、日本-満州- 中華民国 - フランス領インドシナを接続してソ連と中華人民共和国に対抗する戦略のために中華民国と日本の和解を勧め、米国、日本、中華民国の連合を画策している。これにより、中華民国は満州国を承認することになった。ソ連は植民地帝国に強硬な立場を見せると共に中華人民共和国と連合し、現在はヴィクトル・グリシンがソ連書記長に上がっている。
国際連盟の拡大により、イタリアのエチオピア侵攻とドイツのオーストリア併合、スペイン内戦戦の終結は史実と比べ1940年（昭和15年）に遅れ、このためか1940年アメリカ合衆国大統領選挙ではウェンデル・ウィルキーが当選した。ドイツは1942年（昭和17年）に第二次世界大戦を起こすものの1947年（昭和22年）に米国のドレスデン、ブレーメンに対する原子爆弾投下を受けて敗戦した後、占領国米国の援助の下復興に成功し、超大国として再浮上している。第二次世界大戦後、ポーランドは米国とソ連が分割占領したことで、ワルシャワは東西に分断されている。スペインは軍事独裁が維持されている。
大東亜共栄圏が確立されず、大東亜戦争（太平洋戦争）が起こらなかったため、植民地帝国（米国、日本、イギリス、フランス、オランダ、ベルギー、スペイン、ポルトガル、デンマーク、ノルウェー）の植民地支配が続き、一部の植民地は、宗主国にも同化したり、経済的、文化的に依存する事で、植民地の住民自らがその独立を望まない状況に至っている。それらの例としては、イギリスのローデシアとナイジェリア、フランスのコーチシナとセネガル、ベルギーのコンゴ、ポルトガルの東アフリカ、米国のフィリピン、デンマークのグリーンランド、日本の朝鮮などがある。フランス領インドシナ北部では、ベトミンとフランスの間の戦いが行われており、国際連盟の仲裁の下フランスとベトミンがジュネーブで休戦交渉を進めている。
中国では、第2次国共合作が行われないまま、国民党の共産党討伐により1936年（昭和11年）に毛沢東、周恩来、朱徳などの中枢幹部陣が延安で壊滅して共産党は瓦解するも、1940年（昭和15年）に劉少奇が再び共産党を再建し、ソ連の支援の下1950年（昭和25年）11月新疆省を拠点に「新疆ソビエト」を策定して華北地域に勢力を拡大し始め、やがて1952年（昭和27年）には新疆・ウイグルと甘粛省北部を占めるようになった。1953年（昭和28年）4月に内乱を宣言した国民党政府は蔣介石の失政により、次第に求心力を失っていった。共産党の「土地改革宣言」を境に戦局は共産党側に傾き、1956年（昭和31年）2月に共産党が北京と天津を占領し、3月には、中華人民共和国が樹立された。しかし、戦場が黄河南岸に拡大した場合には日本軍が介入するとした日本の「東条宣言」が発表されると、1956年（昭和31年）7月に鄭州で李宗仁と彭徳懐が両国代表として休戦協定を結び、黄河を境に中華民国と中華人民共和国が対峙することになった。現在、中国大陸には中華民国、中華人民共和国、満州国の三カ国が存在する。中華民国と接した上海は、国際連盟の監督の下で自由都市に指定され、各国の租界とその名前のみが維持されている大韓民国臨時政府が位置している。

## 日本語訳
1987年（昭和62年）10月、川島伸子の訳によって成甲書房より出版された。
- 上：ISBN 4880860611（ISBN 9784880860619）
- 下：ISBN 488086062X（ISBN 9784880860626）

## 「ロスト・メモリーズ」と設定の議論
2002年作の映画「ロスト・メモリーズ」と設定が似ていて、議論がされたが、映画製作会社で著作権を買うことで整理された。